# Eigentliche Plattbauchspinnen
Die Eigentlichen Plattbauchspinnen (Gnaphosa) bilden eine artenreiche Gattung innerhalb der Familie der Plattbauchspinnen (Gnaphosidae), die wiederum der Ordnung der Webspinnen angehört und überdies deren Typusgattung. Sie ist in der Holarktis vertreten und setzt sich aus nachtaktiven Arten zusammen, die einen kräftigen Körperbau und mehrheitlich eine dunkle Farbgebung aufweisen. Eigentliche Plattbauchspinnen sind wie alle Plattbauchspinnen aktive Laufjäger, deren Beutespektrum mitunter auch wehrhaftere Gliederfüßer umfasst.

## Merkmale

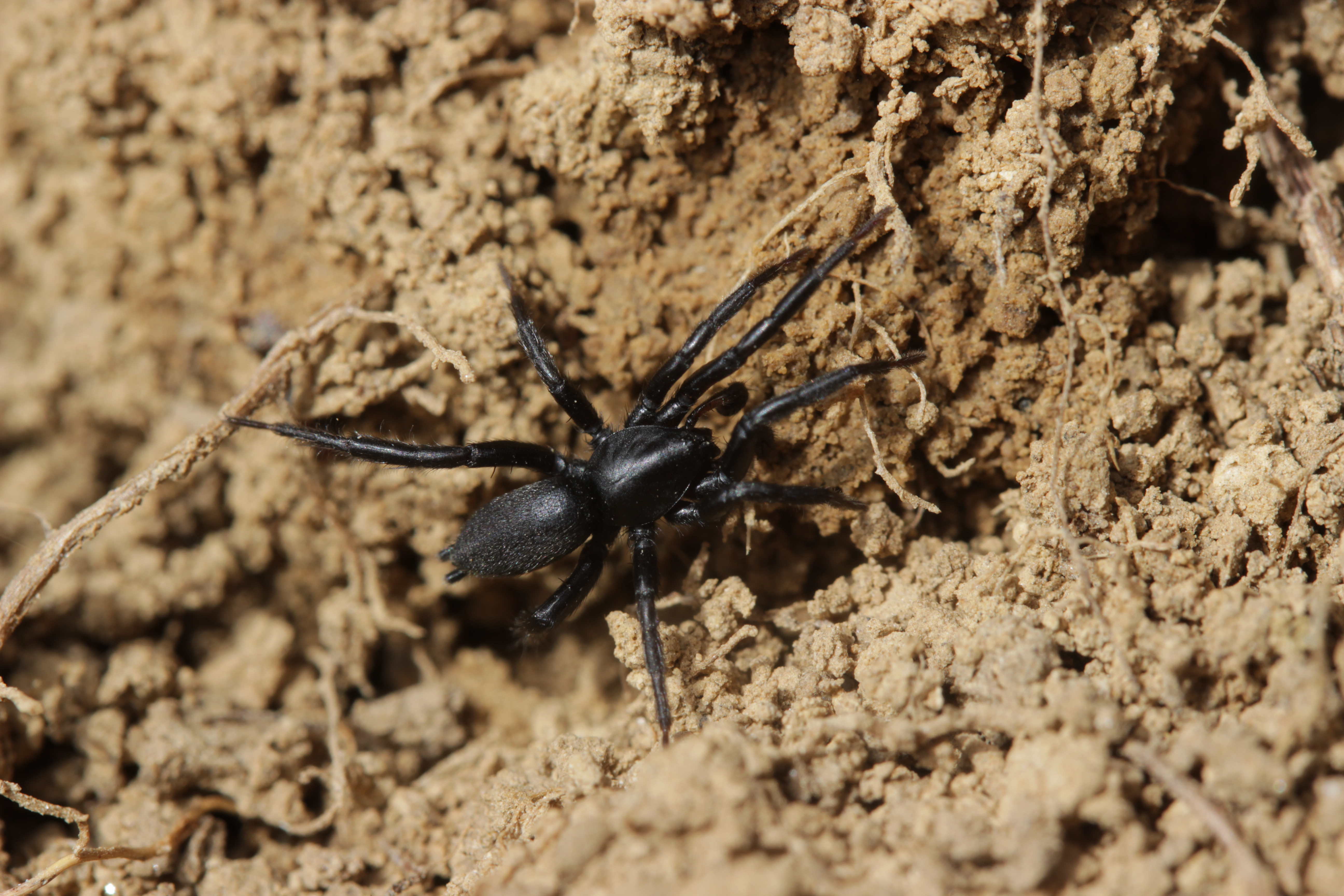
Männliche Eigentliche Plattbauchspinne

Von den amerikanischen Arten der Eigentlichen Plattbauchspinnen ist bekannt, dass diese eine Körperlänge von drei bis 12 Millimetern erreichen können. Einige Quellen sprechen von einer maximalen Körperlänge von gut 20 Millimetern bei Vertretern innerhalb der Gattung. Damit handelt es sich um mittel- bis große Vertreter der Echten Webspinnen (Araneamorphae). Typisch sind für Eigentliche Plattbauchspinnen ein vergleichsweise kräftiger Körperbau und die langen, ebenso kräftigen Beine. Der Großteil der Arten hat eine braune bis schwarze Farbgebung und kaum Zeichenelemente. Eine Ausnahme ist die Zweifarbige Plattbauchspinne (G bicolor). Anderweitig sehen sich die meisten Arten der Eigentlichen Plattbauchspinnen derart ähnlich, dass sie oftmals nur durch den Aufbau ihrer Geschlechtsorgane voneinander unterschieden werden können.
Der abgeflachte Carapax (Rückenschild des Prosomas bzw. Vorderkörpers) erscheint dorsal (oberhalb) betrachtet oval und er ist im Bereich der Coxen (Hüftglieder) des zweiten Beinpaars am breitesten. Der Bereich bei den Augen ist sehr eingeengt. Der Carapax kann hellorange bis dunkelbraun gefärbt sein, seine Ränder sind dunkel und haben aufrechte dunkle Makrosetae (längere Setae). Der cephale (am Kopf gelegene) Bereich ist verglichen mit denen anderer Plattbauchspinnen gering erhöht. Die Fovea (Apodem) ist längsrichtig ausgelegt. Die acht Augen sind je zu viert in zwei Reihen aufgeteilt. Die anteriore (vordere) Augenreihe erscheint frontal betrachtet leicht re- bis prokursiv, während die posteriore (hintere) Augenreihe aus gleicher Sicht gerade bis leicht rekursiv verlaufend in Erscheinung tritt. Mit Ausnahme der eher dreieckigen posterior medianen (mittleren) Augen sind alle anderen kreisförmig und die lateralen (seitlichen) Augen dabei im Regelfall größer als die medianen. Der Abstand der Augen von der anterioren Reihe beläuft sich auf deren eigenen Durchmesser oder weniger. Die posterior medianen Augen sind durch ihren eigenen Radius oder weniger oder durch ihren horizontalen Durchmesser oder weniger zu den posterior lateralen Augen beabstandet. Das mediane Augenviereck ist hinten breiter als vorne und annähernd quadratisch. Die Höhe des Clypeus (Abschnitt zwischen dem anterioren Augenpaar und dem Rand des Carapax) ist mit dem Durchmesser der anterior medianen Augen identisch oder fällt höher aus.
Die braunen Cheliceren (Kieferklauen) weisen retromarginal (hinten randseitig) einen gezackten Kiel auf, während sich promarginal (vorne randseitig) an den Cheliceren je zwei Zähne befinden. Die Maxillen (umgewandelte Coxen der Pedipalpen) erscheinen abgerundet und haben eine schräge Vertiefung. Das Labium (sklerotisierte bzw. verhärtete Platte zwischen den Maxillae auf der Vorderseite des Sternums) sind länger als breit und an der Spitze abgerundet. Das Sternum weist eine hellorange bis hellbraune Farbgebung auf und ist länger als breit.
Die Beinformel (Nummerierung vom längsten bis zum kürzesten Beinpaar) lautet wie bei den meisten Spinnen 4-1-2-3. Die Beine der Eigentlichen Plattbauchspinnen sind mit zahlreichen Stacheln und langen Setae (chitinisierten Haaren) versehen. Die Tarsen (Fußglieder) besitzen je zwei gezähnte Krallen. Klauenbüschel und Putzkämme an den Metatarsi (Fersenglieder) sind, anders als bei anderen Plattbauchspinnen, bei dieser Gattung nicht ausgebildet. Auch weisen die Trochanter (Schenkelringe) im Gegensatz zu denen anderer Vertreter dieser Familie keine Einkerbungen auf.
Das Opisthosoma (Hinterleib) der Eigentlichen Plattbauchspinnen besitzt eine dunkelorange bis braune Farbgebung. Durch die dichte Bedeckung aus grauen oder gelblichen Setae erscheint dieser Körperabschnitt bei vielen Arten seidig glänzend. Das Opisthosoma der Eigentlichen Plattbauchspinnen ist überdies länger als breit und weist bei den Männchen wie bei einigen anderen Plattbauchspinne anterior ein hier dunkles, glänzendes Scutum (sklerotisierte Platte) auf. Eigentliche Plattbauchspinnen verfügen wie fast alle Spinnen über sechs Spinnwarzen. Von denen sind die anterioren weit voneinander getrennt und besitzen je fünf lange Spinndrüsen.
| Bulbus von G. licenti | Epigyne von G. sericata |
|                       |                         |

Die Pedipalpen (umgewandelte Extremitäten im Kopfbereich) weisen bei den Männchen der Eigentlichen Plattbauchspinnen je eine oder zwei retrolaterale (seitlich rückliegende) Apophysen (chitinisierte Fortsätze) an den Tibien (Schienen) auf. Ein einzelner Bulbus (männliches Geschlechtsorgan) hat ein breites Tegulum (zweites und mittleres Sklerit bzw. Hartteil des Bulbus) und einen kurzen bis langen Embolus (drittes und letztes Sklerit). Darüber hinaus befindet sich terminal (am Ende gelegen) an den Bulbi je eine gekrümmte Endapophyse und bei einigen Arten ein Konduktor (Leiter). Der Aufbau der Epigyne (weibliches Geschlechtsorgan) kann innerhalb der verschiedenen Artengruppen, die zur Gattung zählen, variieren.

Ansichten weiblicher Eigentlicher Plattbauchspinnen
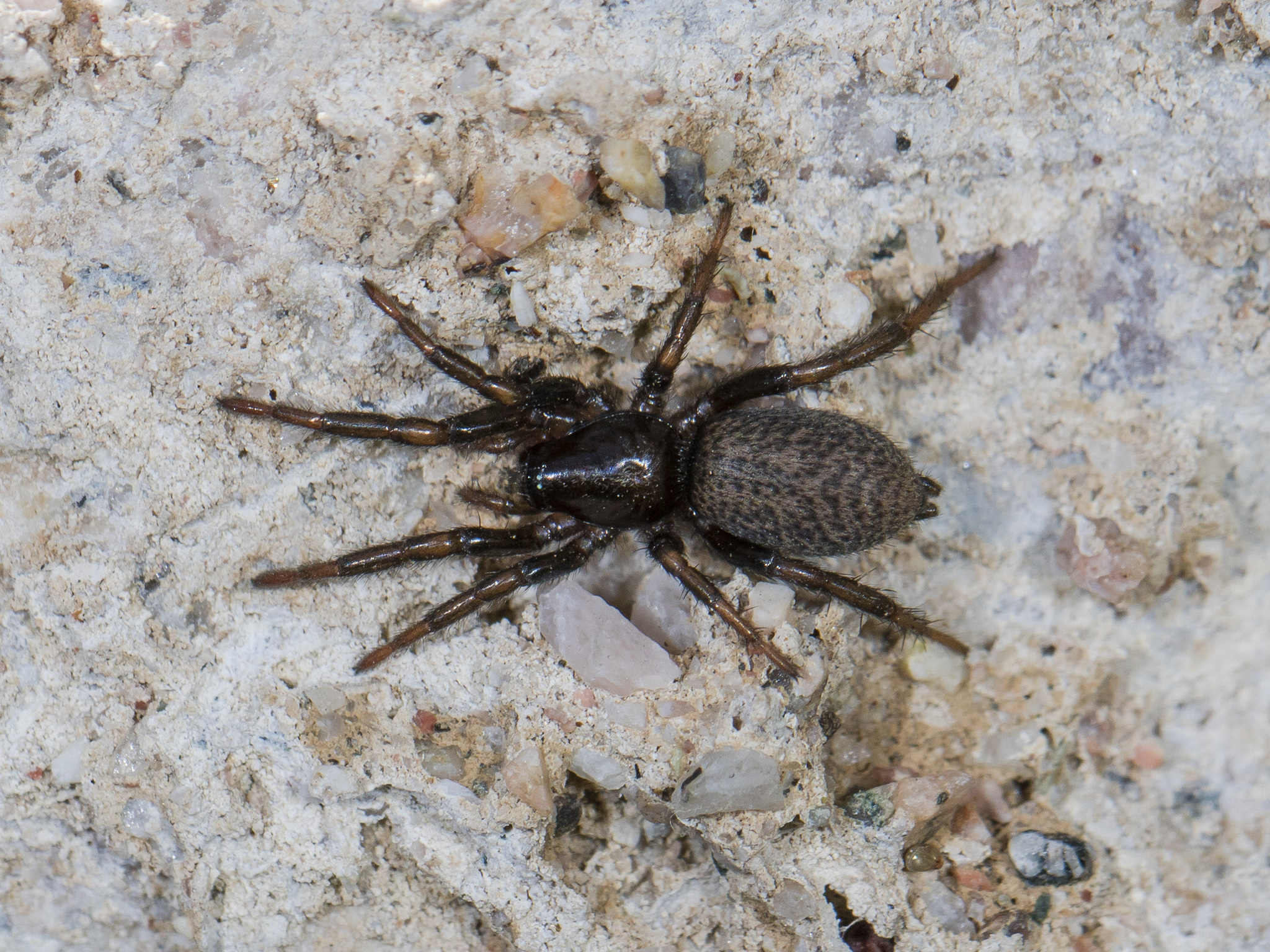
Dorsalansicht
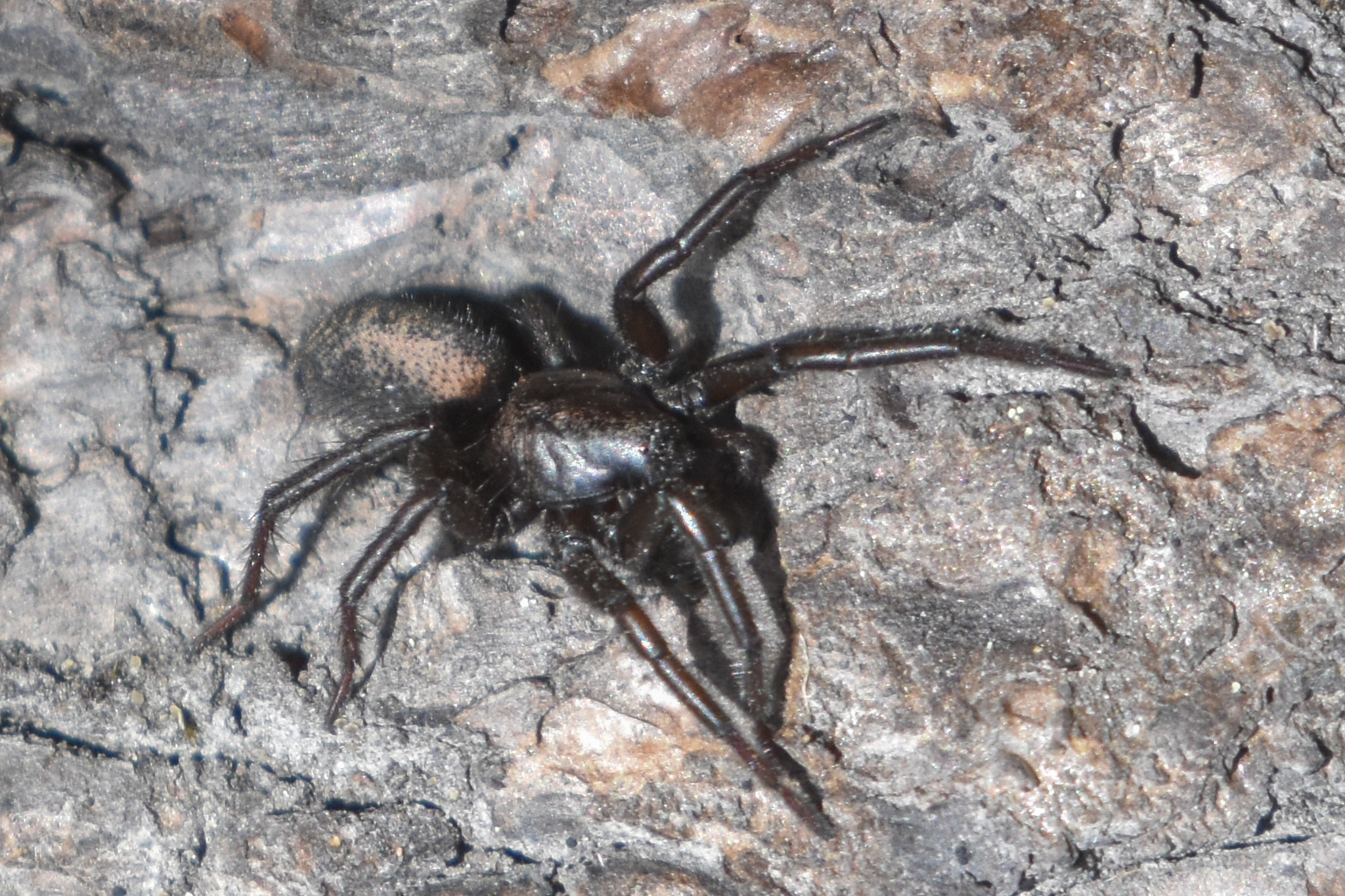
Frontalansicht
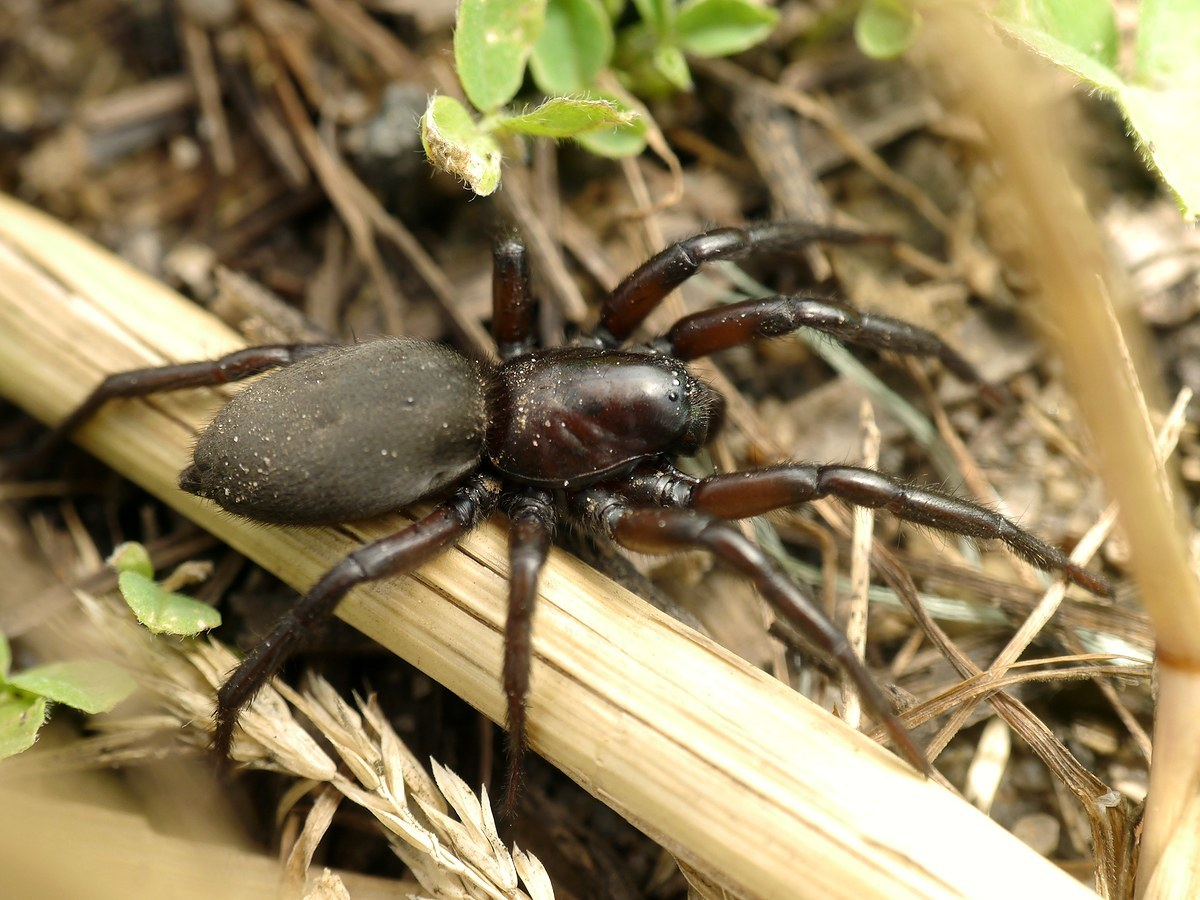
Lateralansicht
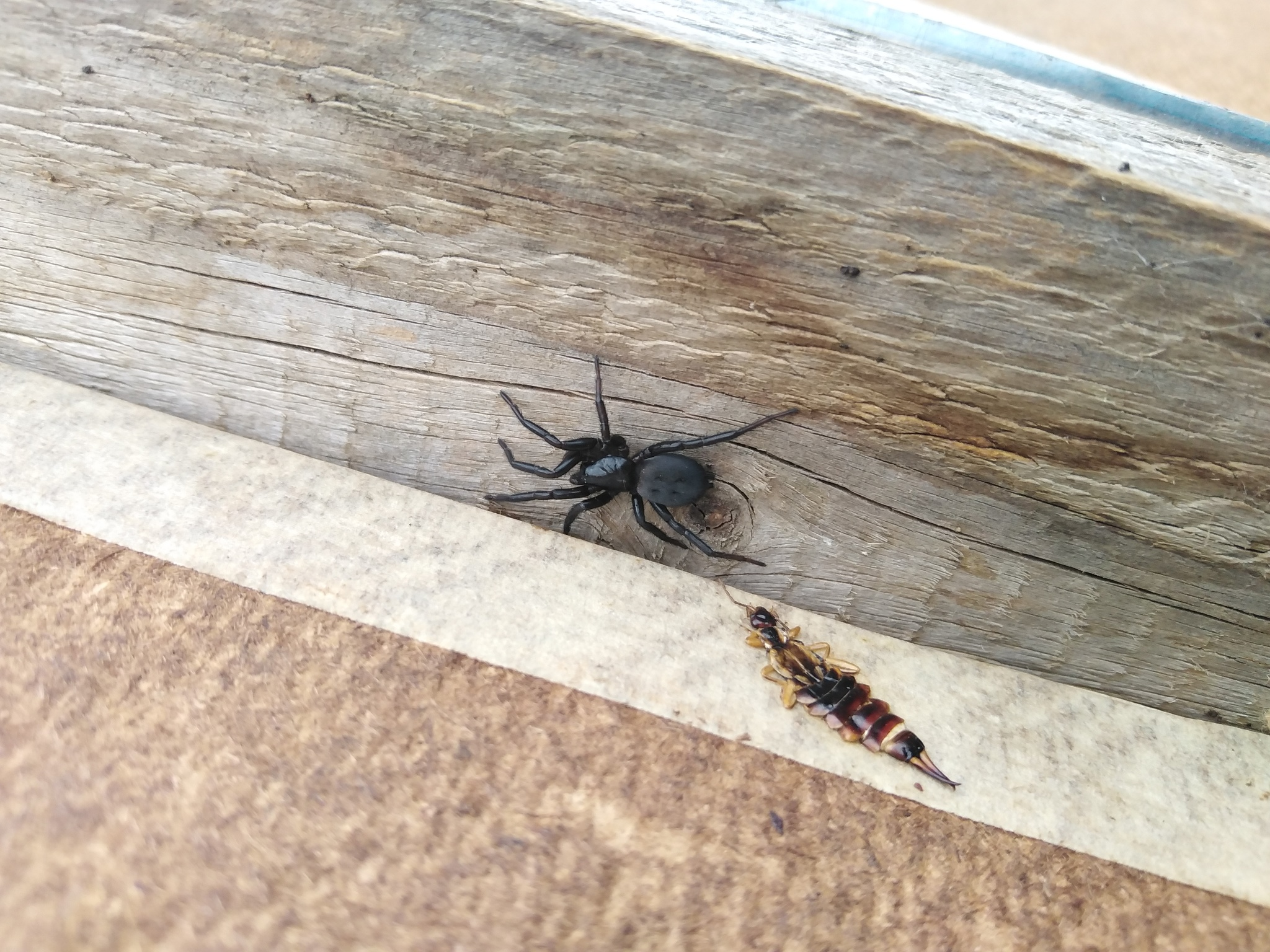
Rückansicht mit einem toten Ohrwurm hinter der Spinne

## Verbreitung und Lebensräume

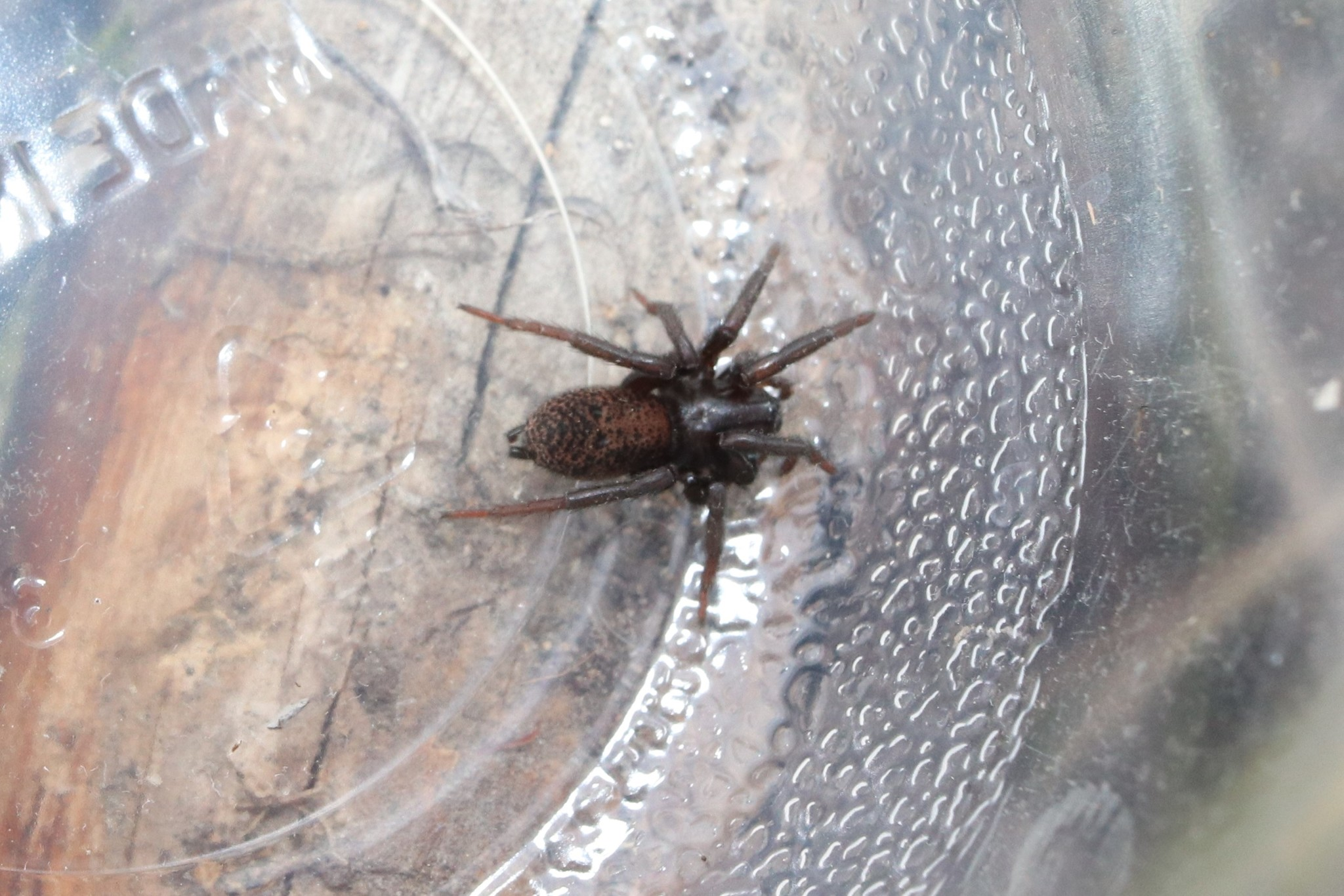
Weibliche Eigentliche Plattbauchspinne, gefunden bei der kanadischen Stadt Kelowna.

Die Gattung der Eigentlichen Plattbauchspinnen ist holarktisch verbreitet. Auf dem amerikanischen Doppelkontinent reicht das Verbreitungsgebiet der Gattung nach Süden bis nach Guatemala. Zusammen mit anderen Plattbauchspinnen (Gnaphosidae) weisen viele Arten der Gattung die für Vertreter dieser Familie übliche Xerothermophilie (Bevorzugung trockenwarmer Habitate) auf und bevorzugen offene Habitate (Lebensräume) mit dieser Eigenschaft, darunter Trockenrasen und Felssteppen. Allerdings fällt die Vielfalt bezüglich bevorzugter Habitate einzelner Arten der Eigentlichen Plattbauchspinnen innerhalb der Gattung recht unterschiedlich aus, sodass einzelne Vertreter auch Nadelwälder und Heidelandschaften bewohnen.
Wieder andere Arten kommen in feuchten Habitaten vor, etwa die in Sümpfen und Mooren lebende Sumpfplattbauchspinne (G. nigerrima). Daneben zählen zu den Echten Plattbauchspinnen auch boreoalpine (kühlere und gebirgige Gebiete bevorzugende) Arten, wie die Bergplattbauchspinne (G. montana) und die Schwarze Plattbauchspinne (G. microps). Einen Sonderfall bilden die Große Alpenplattbauchspinne (G. muscorum) und die Gebirgsplattbauchspinne (G. badia), die auch in extremen Höhenstufen vorkommen.

## Lebensweise

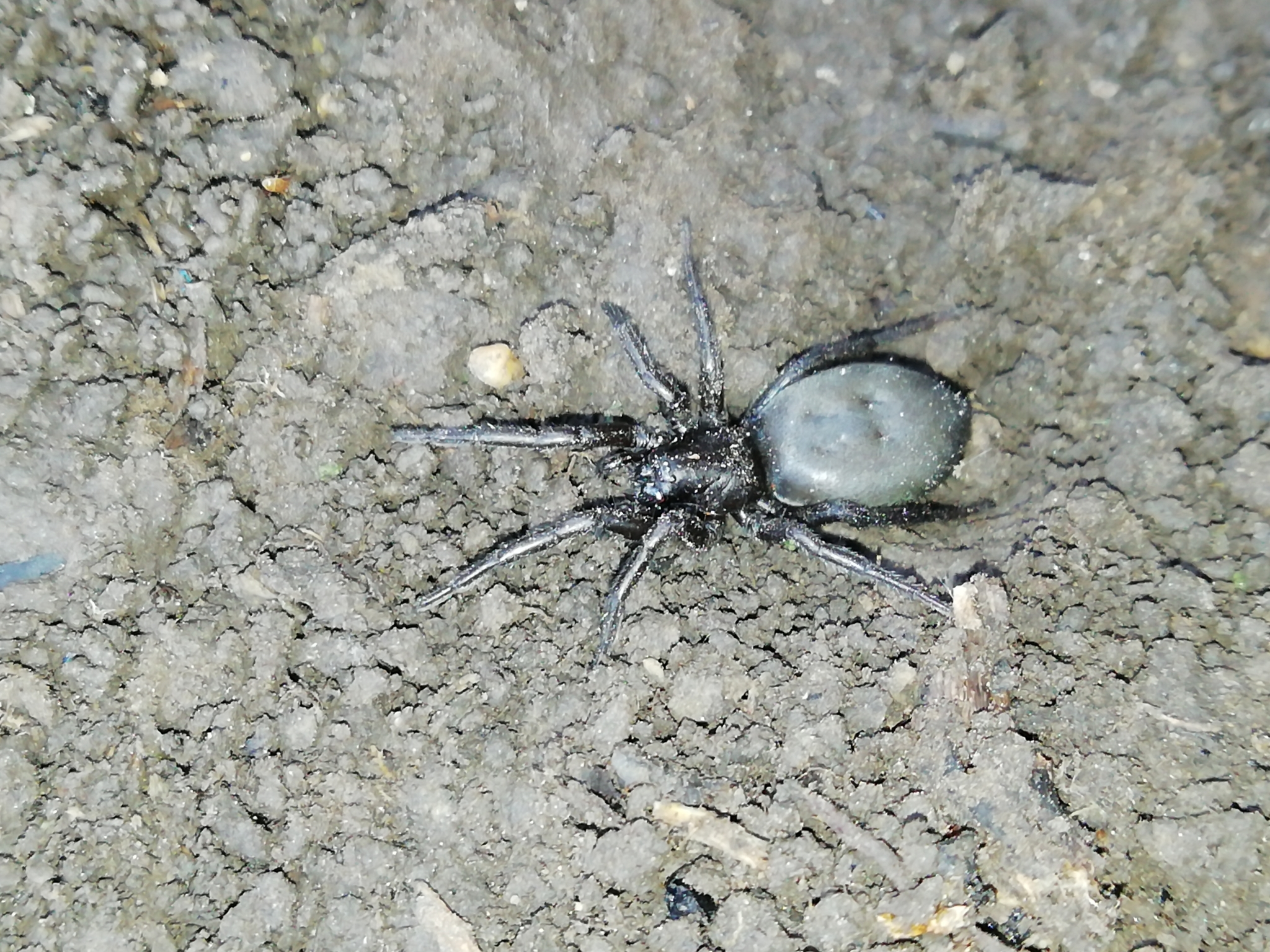
Weibliche Eigentliche Plattbauchspinne auf dem Bodengrund

Eigentliche Plattbauchspinnen sind wie viele Plattbauchspinnen (Gnaphosidae) nachtaktiv und verstecken sich tagsüber in Gespinstsäcken, die etwa unter Steinen oder Baumstämmen befindlich sein können. Weitere geläufige Rückzugsorte der Spinnen sind Moosschichten, Detritus (organische Abfälle) oder Felsspalten. Einige Arten, darunter die Bergplattbauchspinne (G. montana), halten sich auch unter der Rinde von Totholz auf. Während ihrer nächtlichen Aktivitätszeit streifen die wie alle Spinnen räuberisch lebenden Eigentlichen Plattbauchspinnen aktiv auf der Suche nach Beutetieren umher. Das Beutespektrum der Eigentlichen Plattbauchspinnen umfasst auch größere, wehrhafte Insekten wie Käfer.

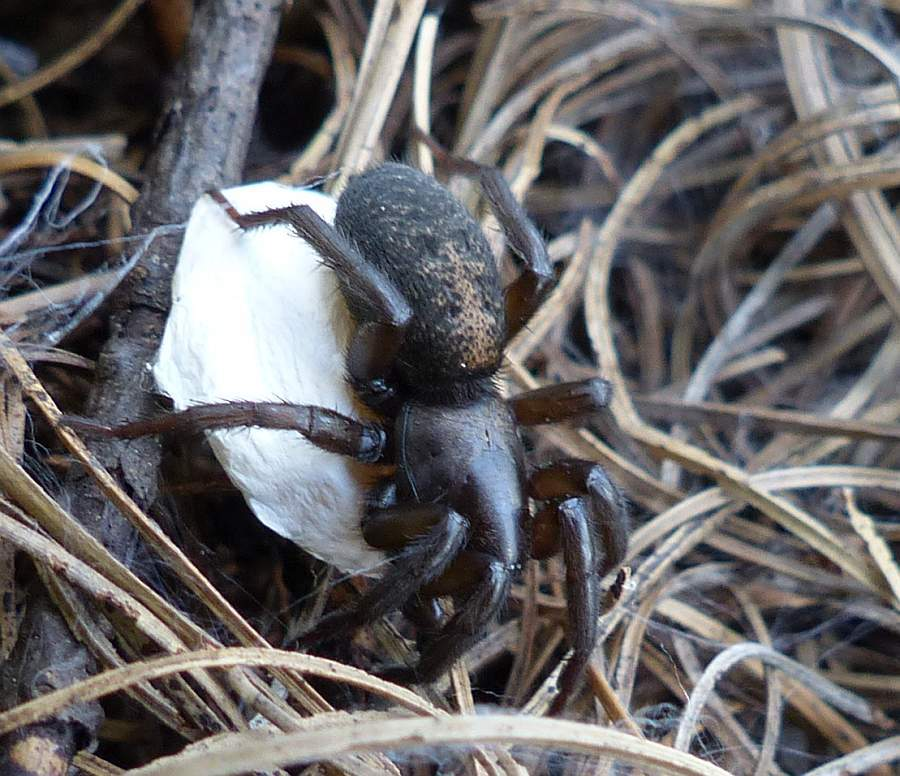
Weibchen der Großen Alpenplattbauchspinne (G. muscorum) mit Eikokon

Über den Lebenszyklus der Eigentlichen Plattbauchspinnen ist wie bei vielen Plattbauchspinnen wenig bekannt. Das Paarungsverhalten ist zumindest bei der Nachtplattbauchspinne (G. lucifuga) erforscht. Der einige Zeit nach der Paarung von den Weibchen angelegte Eikokon enthält 250 Eier und erscheint abgeflacht. Darüber hinaus ist der Kokon beidseitig gewölbt und hat, anders als die Kokons einiger anderer zu dieser Familie zählenden Spinnen, etwa die der Schwarzspinnen (Zelotes), keine Krempe. Bei einigen Arten, darunter der Zweifarbigen Plattbauchspinne (G bicolor), ist bekannt, dass diese ihre Eikokons in einem eigens angelegten Schutzgespinst positionieren.

## Systematik
Die Systematik der Eigentlichen Plattbauchspinnen erfuhr mehrfach Änderungen, darunter Ausgliederungen oder den Erhalt weiterer Arten durch Umstellungen von Arten ehemals anderer Gattungen oder Erstbeschreibungen verschiedener Vertreter der Eigentlichen Plattbauchspinnen. Die Typusart der Gattung ist die Nachtplattbauchspinne (G. lucifuga). Die Eigentlichen Plattbauchspinnen sind selber die Typusgattung der Familie der Plattbauchspinnen (Gnaphosidae).
Gnaphos (altgriechisch γνάφος) ist das altgriechische Wort für die „stachelige Karde“, eine Walze, mit der die Wolle gekämmt wird, bevor sie gesponnen werden kann. Man findet den Ausdruck auch in den Artnamen anderer Tiere als gnaphosus (kardenartig). Im Falle der Eigentlichen Plattbauchspinnen nimmt die Bezeichnung Bezug auf das walzenförmige Opisthosoma der Spinnen, das mit langen Setae besetzt ist. Als Karden (Gattung Dipsacus) werden auch distelähnliche Gewächse bezeichnet, bei denen nach dem Abblühen der Pflanze ein stacheliger, walzenförmiger Blütenstand übrig bleibt.

### Innere Systematik bei den amerikanischen Eigentlichen Plattbauchspinnen
Die 26 in Amerika vorkommenden Arten der Eigentlichen Plattbauchspinnen lassen sich nach einer 1975 seitens Norman I. Platnick und Mohammad Umar Shadab durchgeführten Revision der Gattung eventuell in vier Artengruppen aufteilen. Folgendes Kladogramm verdeutlicht die systematische Stellung der Artengruppen zueinander:
|  | Artengruppe von G. sericata mit lediglich dieser Art |
|  |                                                      |
|  | Artengruppe von G. fontinalis mit drei Arten         |
|  |                                                      |

|  | Artengruppe der Trauerplattbauchspinne (G. lugubris) mit acht Arten |
|  |                                                                     |
|  | Artengruppe der Nachtplattbauchspinne (G. lucifuga) mit 14 Arten    |
|  |                                                                     |

|  | Artengruppe von G. sericata mit lediglich dieser Art |
|  |                                                      |
|  | Artengruppe von G. fontinalis mit drei Arten         |
|  |                                                      |

|  | Artengruppe der Trauerplattbauchspinne (G. lugubris) mit acht Arten |
|  |                                                                     |
|  | Artengruppe der Nachtplattbauchspinne (G. lucifuga) mit 14 Arten    |
|  |                                                                     |

### Arten
Die Gattung der Eigentlichen Plattbauchspinnen umfasst 151 Arten und Unterarten. Diese und ihre geographischen Verbreitungen sind:
- G. aborigena Tyschchenko, 1965 – Kasachstan
- G. akagiensis Hayashi, 1994 – Japan
- G. aksuensis Fomichev, 2019 – Kasachstan
- G. alacris Simon, 1878 – France, Italien, Kroatien, Marokko
- G. alpica Simon, 1878 – France, Schweiz, Österreich
- G. altudona Chamberlin, 1922 – Vereinigte Staaten
- G. antipola Chamberlin, 1933 – Vereinigte Staaten, Kanada
- G. artaensis Wunderlich, 2011 – Portugal, Spanien (Balearische Inseln)
- G. atramentaria Simon, 1878 – Frankreich
- G. azerbaidzhanica Tuneva & Esyunin, 2003 – Aserbaidschan
- Gebirgsplattbauchspinne (G. badia (L. Koch, 1866)) – Europa bis Aserbaidschan
- G. balearicola Strand, 1942 – Spanien (Balearische Inseln)
- G. banini Marusik & Koponen, 2001 – Russland (Südsibirien), Kasachstan
- G. basilicata Simon, 1882 – Italien
- G. belyaevi Ovtsharenko, Platnick & Song, 1992 – Mongolei
- G. betpaki Ovtsharenko, Platnick & Song, 1992 – Russland (Ural), Kasachstan
- Zweifarbige Plattbauchspinne (G. bicolor (Hahn, 1833)) – Europa, Türkei, Kaukasien, Russland (Europa bis Westsibirien)
- G. bithynica Kulczyński, 1903 – Griechenland (Kreta), Türkei, Libanon, Israel, Jordanien, Iran
- G. borea Kulczyński, 1908 – Russland (Mittelsibirien bis zum Far East), Nordamerika
- G. brumalis Thorell, 1875 – Vereinigte Staaten, Kanada
- G. californica Banks, 1904 – Vereinigte Staaten, Kanada
- G. campanulata Zhang & Song, 2001 – China
- G. cantabrica Simon, 1914 – Spain, Frankreich
- G. caucasica Ovtsharenko, Platnick & Song, 1992 – Russland (Kaukasien)
- G. chiapas Platnick & Shadab, 1975 – Mexiko
- G. chihuahua Platnick & Shadab, 1975 – Mexiko
- G. chola Ovtsharenko & Marusik, 1988 – Russland (Mittelsibirien bis zum Fernen Osten), Mongolei, China
- G. clara (Keyserling, 1887) – Nordamerika
- G. corticola Simon, 1914 – Frankreich
- G. cumensis Ponomarev, 1981 – Ukraine, Russland (Europa), Kasachstan, Mongolei
- G. cyrenaica (Caporiacco, 1949) – Libya
- G. danieli Miller & Buchar, 1972 – Afghanistan
- G. dege Ovtsharenko, Platnick & Song, 1992 – Kirgisistan, Pakistan, Indien, China
- G. dentata Platnick & Shadab, 1975 – Vereinigte Staaten
- G. deserta Ponomarev & Dvadnenko, 2011 – Russland (Europa)
- G. dolanskyi Řezáč, Růžička, Oger & Řezáčová, 2018 – Südosteuropa, Ukraine, Russland (Europa), Türkei, Kaukasien
- G. dolosa Herman, 1879 – Süd- bis Osteuropa, Türkei, Syrien, Irak, Iran, Kaukasien, Russland (Europa) bis [Zentralasien]
- G. donensis Ponomarev, 2015 – Russland (Europa)
- G. eskovi Ovtsharenko, Platnick & Song, 1992 – Kasachstan
- G. esyunini Marusik, Fomichev & Omelko, 2014 – Mongolei
- G. eucalyptus Ghafoor & Beg, 2002 – Pakistan
- G. fagei Schenkel, 1963 – Kasachstan, China
- G. fallax Herman, 1879 – Ungarn
- G. fontinalis Keyserling, 1887 – Vereinigte Staaten, Mexiko
- G. funerea (Dalmas, 1921) – St. Helena
- G. gracilior Kulczyński, 1901 – Russland (Mittel- und Südsibirben bis zum Fernen Osten), Mongolei, China
- G. haarlovi Denis, 1958 – Zentralasien
- G. halophila Esyunin & Efimik, 1997 – Russland (Ural)
- G. hastata Fox, 1937 – China, Korea
- G. hirsutipes Banks, 1901 – Vereinigte Staaten, Mexiko
- G. iberica Simon, 1878 – Spain
- G. ilika Ovtsharenko, Platnick & Song, 1992 – Kasachstan, Kyrgyzstan, Uzbekistan
- Kiesplattbauchspinne (G. inconspecta Simon, 1878) – West- und Mitteleuropa, Italien, Russland (Mittelsibirien bis zum Fernen Osten), Mongolei, China, Korea
- G. jodhpurensis Tikader & Gajbe, 1977 – Indien, China
- G. jucunda Thorell, 1875 – Ukraine, Russland (Europa, Kaukasien)
- G. kailana Tikader, 1966 – Indien
- G. kamurai Ovtsharenko, Platnick & Song, 1992 – Korea, Japan
- G. kankhalae Biswas & Roy, 2008 – Indien
- G. kansuensis Schenkel, 1936 – Russland (Ferner Osten), China, Korea
- G. ketmer Tuneva, 2004 – Kasachstan
- G. khovdensis Marusik, Fomichev & Omelko, 2014 – Mongolei
- G. kompirensis Bösenberg & Strand, 1906 – Russland (Ferner Osten), China, Korea, Taiwan, Japan, Vietnam
- G. koponeni Marusik & Omelko, 2014 – Russland (Südsibirien)
- G. kuldzha Ovtsharenko, Platnick & Song, 1992 – Turkmenistan, Kirgisistan
- G. kurchak Ovtsharenko, Platnick & Song, 1992 – Kirgisistan
- G. lapponum (L. Koch, 1866) – Europa, Russland (Europa bis Westsibirien)
- Heideplattbauchspinne (G. leporina (L. Koch, 1866)) – Europa, Türkei, Kaukasien, Russland (Europa bis Südsibirien), Zentralasien, China
- G. licenti Schenkel, 1953 – Russland (Europa bis Südsibirien), Kasachstan, Kirgisistan, Mongolei, China, Korea
- G. limbata Strand, 1900 – Norwegen
- G. khovdensis Marusik, Fomichev & Omelko, 2014 – Mongolei
- G. kompirensis Bösenberg & Strand, 1906 – Russland (Ferner Osten), China, Korea, Taiwan, Japan, Vietnam
- G. koponeni Marusik & Omelko, 2014 – Russland (Südsibirien)
- G. kuldzha Ovtsharenko, Platnick & Song, 1992 – Turkmenistan, Kirgistan
- G. kurchak Ovtsharenko, Platnick & Song, 1992 – Kirgistan
- G. lapponum (L. Koch, 1866) – Europa, Russland (Europa bis Westsibirien)
- G. leporina (L. Koch, 1866) – Europa, Türkei, Kaukasien, Russland (Europa bis Südsibirien), Central Asia, China
- G. licenti Schenkel, 1953 – Russland (Europa bis Südsibirien), Kasachstan, Kirgistan, Mongolei, China, Korea
- G. limbata Strand, 1900 – Norwegen
- G. lonai Caporiacco, 1949 – Italien
- Nachtplattbauchspinne (G. lucifuga (Walckenaer, 1802)) – Europa, Türkei, Kaukasien, Iran, Russland (Europa bis Südsibirien), Kasachstan, China
  - G. l. minor Nosek, 1905 – Türkei
- Trauerplattbauchspinne (G. lugubris (C. L. Koch, 1839)) – Europa bis Zentralasien
- G. mandschurica Schenkel, 1963 – Russland (Mittel. bis Südsibirien), Kasachstan, Mongolei, China, Nepal
- G. maritima Platnick & Shadab, 1975 – Vereinigte Staaten, Mexiko
- G. mataica Fomichev, 2019 – Kasachstan
- G. mcheidzeae Mikhailov, 1998 – Georgien
- Schwarze Plattbauchspinne (G. microps Holm, 1939) – Nordamerika, Europa, Türkei, Russland (Europa bis zum Fernen Osten)
- G. modestior Kulczyński, 1897 – Italien, Österreich, Tschechien bis Rumänien
- G. moerens O. Pickard-Cambridge, 1885 – China, Nepal
- G. moesta Thorell, 1875 – Hungary, Romania, Ukraine, Russia (Europe)?
- G. mongolica Simon, 1895 – Türkei, Ungarn bis China
- Bergplattbauchspinne (G. montana) (L. Koch, 1866) – Europa, Türkei, Russland (Europa bis Südsibirien), Kasachstan
- Große Alpenplattbauchspinne (G. muscorum (L. Koch, 1866)) – Nordamerika, Europa, Kaukasien, Russland (Europa bis zum Fernen Osten), Kasachstan, China, Korea
  - G. m. gaunitzi Tullgren, 1955 – Schweden, Russland (Südsibirien)
- G. namulinensis Hu, 2001 – China
- Sumpfplattbauchspinne (G. nigerrima L. Koch, 1877) – Europa, Russland (Europa bis zum Fernen Osten)
- G. nordlandica Strand, 1900 – Norwegen
- G. norvegica Strand, 1900 – Norwegen
- G. occidentalis Simon, 1878 – Westeuropa
- G. oceanica Simon, 1878 – Frankreich
- G. ogeri Lecigne, 2018 – Frankreich
- G. oligerae Ovtsharenko & Platnick, 1998 – Russland (Ferner Osten)
- Kleine Plattbauchspinne (G. opaca Herman, 1879) – Europa bis Zentralasien
- G. orites Chamberlin, 1922 – Nordamerika, Nordeuropa, Kaukasien, Russland (Europa bis zum Fernen Osten)
- G. ovchinnikovi Ovtsharenko, Platnick & Song, 1992 – Kirgistan
- G. pakistanica Ovtchinnikov, Ahmad & Inayatullah, 2008 – Pakistan
- G. parvula Banks, 1896 – Vereinigte Staaten, Kanada
- G. pauriensis Tikader & Gajbe, 1977 – Indien
- G. pengi Zhang & Yin, 2001 – China
- G. perplexa Denis, 1958 – Afghanistan
- Kleine Alpenplattbauchspinne (G. petrobia) L. Koch, 1872 – Europa, Iran
- G. pilosa Savelyeva, 1972 – Kasachstan
- G. poonaensis Tikader, 1973 – Indien
- G. porrecta Strand, 1900 – Norwegen
- G. potanini Simon, 1895 – Russland (Südsibirien, Ferner Osten), Mongolei, China, Korea, Japan
- G. potosi Platnick & Shadab, 1975 – Mexiko
- G. prashkevichi Fomichev, 2019 – Kasachstan
- G. primorica Ovtsharenko, Platnick & Song, 1992 – Russland (Ferner Osten), Japan
- G. prosperi Simon, 1878 – Spanien
- G. pseashcho Ovtsharenko, Platnick & Song, 1992 – Russland (Kaukasien)
- G. pseudoleporina Ovtsharenko, Platnick & Song, 1992 – Russland (Südsibirien)
- G. qamsarica Zamani, Chatzaki, Esyunin & Marusik, 2021 – Iran
- G. rasnitsyni Marusik, 1993 – Mongolei
- G. reikhardi Ovtsharenko, Platnick & Song, 1992 – Kasachstan, Kirgistan
- Rheinplattbauchspinne (G. rhenana Müller & Schenkel, 1895) – Frankreich, Schweiz, Deutschland, Österreich, Italien, Rumänien, Albanien
- G. rohtakensis Gajbe, 1992 – Indien
- G. rufula (L. Koch, 1866) – Slovakia, Ungarn, Ukraine, Russland (Europa), Kasachstan
- G. salsa Platnick & Shadab, 1975 – Vereinigte Staaten, Mexiko
- G. sandersi Gertsch & Davis, 1940 – Mexiko
- G. saurica Ovtsharenko, Platnick & Song, 1992 – Ukraine, Kaukasien, Iran, Russland (Europa) bis Zentralasien
- G. saxosa Platnick & Shadab, 1975 – Vereinigte Staaten
- G. secreta Simon, 1878 – Frankreich
- G. sericata (L. Koch, 1866) – Vereinigte Staaten bis Guatemala, Kuba
- G. serzonshteini Fomichev & Marusik, 2017 – Mongolei
- G. similis Kulczyński, 1926 – Russland (Mittel- und Südsibirien bis zum Fernen Osten), China, Korea
- G. sinensis Simon, 1880 – China, Korea
- G. snohomish Platnick & Shadab, 1975 – Vereinigte Staaten, Kanada
- G. songi Zhang, 2001 – China
- G. sonora Platnick & Shadab, 1975 – Mexiko
- G. steppica Ovtsharenko, Platnick & Song, 1992 – Türkei, Kaukasien, Ukraine, Russland (Europa bis Südsibirien), Kasachstan
- G. sticta Kulczyński, 1908 – Skandinavien, Russland (Europa bis zum Fernen Osten), Japan
- G. stoliczkai O. Pickard-Cambridge, 1885 – Mongolei, China
- G. stussineri Simon, 1885 – Griechenland
- G. synthetica Chamberlin, 1924 – Vereinigte Staaten, Mexiko
- G. tarabaevi Ovtsharenko, Platnick & Song, 1992 – Kasachstan, Kirgistan
- G. taurica Thorell, 1875 – Bulgarien bis China
- G. tenebrosa Fox, 1938 – vermutlich Mexico
- G. tetrica Simon, 1878 – Frankreich, Nordmazedonien
- G. tigrina Simon, 1878 – Mittelmeerraum, Russland (Europa bis Südsibirien)
- G. tumd Tang, Song & Zhang, 2001 – China
- G. tunevae Marusik & Omelko, 2014 – Mongolei
- G. tuvinica Marusik & Logunov, 1992 – Russland (West- und Südsibirien), Mongolia
- G. ukrainica Ovtsharenko, Platnick & Song, 1992 – Ukraine, Russland (Europa bis Zentralasien), Iran, Turkmenistan
- G. utahana Banks, 1904 – Vereinigte Staaten
- G. wiehlei Schenkel, 1963 – Russland (Südsibirien), Mongolei, China
- G. xieae Zhang & Yin, 2001 – China
- G. zeugitana Pavesi, 1880 – Nordafrika
- G. zhaoi Ovtsharenko, Platnick & Song, 1992 – China
- G. zonsteini Ovtsharenko, Platnick & Song, 1992 – Kirgistan
- G. zyuzini Ovtsharenko, Platnick & Song, 1992 – Kasachstan

#### Transferierte Arten
Vier Arten galten einst als zu den Eigentlichen Plattbauchspinnen zugehörig, wurden jedoch mittlerweile transferiert. Die Arten sind:
- G. canaricola Strand, 1911 = Scotognapha canaricola
- G. lindbergi Roewer, 1961 = Fedotovia uzbekistanica
- G. rufa Denis, 1958 = Wandschleicher (Sosticus loricatus)
- G. scutata (Mello-Leitão, 1939) = Hausplattbauchspinne (Urozelotes rusticus)

#### Synonymisierte Arten
66 einstige Arten und Unterarten, die zuletzt zu den Eigentlichen Plattbauchspinnen zählten, wurden mit anderen Arten der Gattung synonymisiert und verloren somit ihren Artstatus. Diese Arten waren:
- G. acuaria Schenkel, 1963 – Synonymisiert mit G. licenti unter Song, 1987.
- G. adriatica Kulczyński, 1897 – Synonymisiert mit G. dolosa unter Ovtsharenko, Platnick & Song, 1992.
- G. adspersa (Grube, 1861) = G. kompirensis unter Ovtsharenko, Platnick & Song, 1992.
- G. aeditua Schenkel, 1963 – Synonymisiert mit G. licenti unter Song, 1987.
- G. ajdahania Roewer, 1961 – Synonymisiert mit G. haarlovi unter Ovtsharenko, Platnick & Song, 1992.
- G. alberti Schenkel, 1963 – Synonymisiert mit G. kansuensis unter Ovtsharenko, Platnick & Song, 1992.
- G. annamita Simon, 1908 – Synonymisiert mit G. kompirensis Bösenberg & Strand, 1906 unter Ovtsharenko, Platnick & Song, 1992.
- G. auriceps Schenkel, 1953 – Synonymisiert mit G. mongolica unter Ovtsharenko, Platnick & Song, 1992.
- G. baotianmanensis Hu, Wang & Wang, 1991 – Synonymisiert mit G. hastata unter Song, Zhu & Zhang, 2004.
- G. barroisi Simon, 1892 – Synonymisiert mit G. dolosa unter Ovtsharenko, Platnick & Song, 1992.
- G. berlandi Schenkel, 1963 – Synonymisiert mit Gnaphosa mandschurica unter Ovtsharenko, Platnick & Song, 1992.
- G. bilineata L. Koch, 1879 – Synonymisiert mit der Schwarzen Plattbauchspinne (G. microps) unter Holm, 1973.
- G. bonneti Schenkel, 1963 – Synonymisiert mit G. sinensis unter Ovtsharenko, Platnick & Song, 1992.
- G. braendegaardi Schenkel, 1963 – Synonymisiert mit G. mandschurica unter Ovtsharenko, Platnick & Song, 1992.
- G. chaffanjoni Schenkel, 1963 – Synonymisiert mit G. mongolica unter Ovtsharenko, Platnick & Song, 1992.
- G. charitonowi Schenkel, 1963 – Synonymisiert mit G. mandschurica unter Ovtsharenko, Platnick & Song, 1992.
- G. corifera Schenkel, 1963 – Synonymisiert mit G. mongolica unter Ovtsharenko, Platnick & Song, 1992.
- G. davidi Schenkel, 1963 – Synonymisiert mit G. kompirensis unter Ovtsharenko, Platnick & Song, 1992.
- G. denisi Schenkel, 1963 – Synonymisiert mit G. licenti unter Ovtsharenko, Platnick & Song, 1992.
- G. distincta Banks, 1898 – Synonymisiert mit G. fontinalis unter Platnick & Shadab, 1975.
- G. diversa (Blackwall, 1871) – Synonymisiert mit G. sericata unter Ubick & Roth, 1973.
- G. falculata Schenkel, 1963 – Synonymisiert mit G. kansuensis unter Ovtsharenko, Platnick & Song, 1992.
- G. gigantea Keyserling, 1887 – Synonymisiert mit der Großen Alpenplattbauchspinne (G. muscorum) unter Ubick & Roth, 1973 nach Gertsch, 1935.
- G. glandifera Schenkel, 1963 – Synonymisiert mit G. mandschurica unter Ovtsharenko, Platnick & Song, 1992.
- G. gosoga Chamberlin, 1928 – Synonymisiert mit G. californica unter Platnick & Shadab, 1975.
- G. holmi Tullgren, 1942 – Synonymisiert mit G. orites unter Holm, 1950.
- G. holmi Schenkel, 1963 – Synonymisiert mit G. mandschurica unter Ovtsharenko, Platnick & Song, 1992.
- G. inconspicua (Bryant, 1948) – Synonymisiert mit G. sericata unter Platnick & Shadab, 1981.
- G. intermedia Holm, 1939 – Synonymisiert mit G. sticta unter Ovtsharenko & Marusik, 1988.
- G. koreae Strand, 1907 – Synonymisiert mit G. sinensis unter Ovtsharenko, Platnick & Song, 1992.
- G. kratochvili Schenkel, 1963 – Synonymisiert mit G. sinensis unter Song, 1987.
- G. labradorensis Fox, 1938 – Synonymisiert mit G. orites unter Ubick & Roth, 1973.
- G. laeta Kulczyński, 1897 – Synonymisiert mit Gnaphosa modestior unter Řezáč et al., 2018.
- G. lapponum inermis Strand, 1899 – Synonymisiert mit G. lapponum unter Nentwig et al., 2019.
- G. lesserti Schenkel, 1963 – Synonymisiert mit G. similis unter Marusik & Omelko, 2014.
- G. luctifica Simon, 1880 – Synonymisiert mit G. dolosa unter Déjean, 2015.
- G. martae Schenkel, 1963 – Synonymisiert mit G. sinensis unter Ovtsharenko, Platnick & Song, 1992.
- G. mima Chamberlin, 1933 – Synonymisiert mit G. borea unter Ovtsharenko & Marusik, 1988.
- G. molesta O. Pickard-Cambridge, 1898 – Synonymisiert mit der Gebirgsplattbauchspinne (G. badia) unter Danflous, Crowther & Simmons, 2020.
- G. monteserra Wunderlich, 2015 – Synonymisiert mit G. artaensis unter Wunderlich, 2017.
- G. mulaiki Chamberlin, 1936 – Synonymisiert mit G. clara unter Platnick & Shadab, 1975.
- G. nigra Kulczyński, 1926 – Synonymisiert mit der Sumpfplattbauchspinne (G. nigerrima) unter Ovtsharenko, Platnick & Song, 1992.
- G. orchymonti Giltay, 1932 – Synonymisiert mit G. dolosa unter Bosmans, 2013.
- G. peon Chamberlin, 1925 – Synonymisiert mit G. sericata unter Platnick & Shadab, 1975.
- G. plebeja Thorell, 1875 – Synonymisiert mit der Gebirgsplattbauchspinne unter Roewer, 1955.
- G. proxima Kulczyński, 1908 – Synonymisiert mit G. gracilior unter Ovtsharenko, Platnick & Song, 1992.
- G. pseudolapponica Strand, 1904 – Synonymisiert mit G. lapponum unter Aakra, 2009.
- G. pseudomongolica Schenkel, 1963 – Synonymisiert mit G. gracilior unter Ovtsharenko, Platnick & Song, 1992.
- G. punctata Kulczyński, 1901 – Synonymisiert mit G. mongolica unter Loksa, 1965.
- G. roeweri Schenkel, 1963 – Synonymisiert mit G. kansuensis unter Ovtsharenko, Platnick & Song, 1992.
- G. rudolfi Schenkel, 1963 – Synonymisiert mit G. stoliczkai unter Ovtsharenko, Platnick & Song, 1992.
- G. schensiensis Schenkel, 1963 – Synonymisiert mit G. sinensis unter Ovtsharenko, Platnick & Song, 1992.
- G. septentrionalis Fox, 1938 – Synonymisiert mit G. clara unter Platnick & Shadab, 1975.
- G. silvicola Kamura, 1988 – Synonymisiert mit G. potanini unter Ovtsharenko, Platnick & Song, 1992.
- G. soror Herman, 1879 – Synonymisiert mit der Trauerplattbauchspinne (G. lugubris) unter Ovtsharenko, Platnick & Song, 1992.
- G. spadicea Simon, 1914 – Synonymisiert mit G. dolosa unter Ovtsharenko, Platnick & Song, 1992.
- G. spinosa Kulczyński, 1897 – Synonymisiert mit G. mongolica unter Ovtsharenko, Platnick & Song, 1992.
- G. stuxbergi Holm, 1970 – Synonymisiert mit G. orites unter Ovtsharenko & Marusik, 1988.
- G. subparvula Fox, 1938 – Synonymisiert mit G. borea unter Platnick & Shadab, 1975.
- G. suchuana Chamberlin, 1924 – Synonymisiert mit G. kompirensis unter Ovtsharenko, Platnick & Song, 1992.
- G. suspecta Herman, 1879 – Synonymisiert mit G. moesta unter Ovtsharenko, Platnick & Song, 1992.
- G. taegensis Paik, 1989 – Synonymisiert mit G. licenti unter Ovtsharenko, Platnick & Song, 1992.
- G. tarimuensis Hu, 1989 – Synonymisiert mit G. gracilior unter Ovtsharenko, Platnick & Song, 1992.
- G. texana Chamberlin, 1922 – Synonymisiert mit G. fontinalis unter Platnick & Shadab, 1975.
- G. turkmenica Ovtsharenko, Platnick & Song, 1992 – Synonymisiert mit G. ukrainica unter Kovblyuk, 2005.
- G. ustyuzhanini Fomichev, Marusik & Omelko, 2013 – Synonymisiert mit G. rasnitsyni unter Fomichev & Marusik, 2017.

#### Ersetzte Homonyme
Drei zuletzt zu den Eigentlichen Plattbauchspinnen zählende Arten hatte zuvor eine Bezeichnung, die mit denen anderer identisch war. Diese nun ersetzte Homonyme sind:
- G. caucasica Mcheidze, 1997 = G. mcheidzeae
- G. punctata Tullgren, 1942 = G. muscorum gaunitzi
- G. zonsteini Fomichev & Marusik, 2017 = G. serzonshteini

#### Nicht mehr anerkannte Arten
13 Arten zählten zuletzt zur Gattung der Eigentlichen Plattbauchspinnen und gelten heute als Nomen dubium. Die aufgelösten Arten sind:
- G. zabnormis Banks, 1898 – Aufgelöst unter Platnick & Shadab, 1975.
- G. zbicolor (Hentz, 1847) – Aufgelöst unter Platnick & Shadab, 1975.
- G. zcrassipes Schenkel, 1936 – Aufgelöst unter Ovtsharenko, Platnick & Song, 1992.
- G. zdecepta Banks, 1898 – Aufgelöst unter Platnick & Shadab, 1975.
- G. zexpilator Drensky, 1929 – Aufgelöst unter Deltshev, 2003.
- G. zfumosa (C. L. Koch, 1843) – Aufgelöst unter Grimm, 1985.
- G. zhumilis Banks, 1892 – Aufgelöst unter Platnick & Shadab, 1975.
- G. zimmatura Strand, 1942 – Aufgelöst unter Bristowe, 1941.
- G. zmultispinosa Schenkel, 1936 – Aufgelöst unter Ovtsharenko, Platnick & Song, 1992.
- G. znana (C. L. Koch, 1843) – Aufgelöst unter Grimm, 1985.
- G. znigella L. Koch, 1878 – Aufgelöst unter Ovtsharenko, Platnick & Song, 1992.
- G. zsubrufula Strand, 1907 – Aufgelöst unter Ovtsharenko, Platnick & Song, 1992.
- G. zthorelli (Lebert, 1877) – Aufgelöst unter Grimm, 1985.

#### Nie anerkannte Art
Eine Art der Eigentlichen Plattbauchspinnen erfüllte bei ihrer Erstbeschreibung nicht die Voraussetzungen für einen Artstatus und gilt heute als Nomen nudum. Die Art ist:
- G. hortula Roewer, 1955 – Offenbar eine fehlerhafte Zweitauflistung von G. hastata

### Synonymisierte Gattungen
Folgende zwei Gattungen wurden mit der der Eigentlichen Plattbauchspinnen synonymisiert:
- Cylphosa Chamberlin, 1939 – Synonymisiert unter Ubick & Roth, 1973.
- Pterochroa Benoit, 1977 – Synonymisiert unter Murphy, 2007.